# Monarquía romana
La Monarquía romana (latín: Regnum Romanum) fue el periodo más antiguo de la historia de la Antigua Roma durante el cual el Estado romano estuvo gobernado por reyes. Tradicionalmente comenzó con la propia fundación de la ciudad de Roma por Rómulo el 21 de abril del año 753 a. C. y terminó con la expulsión del último rey en el año 509 a. C., lo que dio paso a la instauración de la República romana. La historiografía moderna ha puesto en duda muchas veces estas fechas aportando pruebas arqueológicas o aduciendo razones históricas y lingüísticas.
La mitología romana vincula el origen de Roma y de la institución monárquica al héroe troyano Eneas, quien navegó hacia el Mediterráneo occidental huyendo de la destrucción de su ciudad hasta llegar a Italia, donde fundó la ciudad de Lavinio. Posteriormente, su hijo Ascanio fundó Alba Longa, de cuya familia real descenderían los gemelos Rómulo y Remo, los fundadores de Roma.

## Nacimiento de Roma
El origen de la ciudad de Roma puede situarse especialmente cerca del monte Palatino, junto al río Tíber, en un punto en el cual existía un vado natural que permitía su cruce y, además, era navegable desde el mar (ubicado a 25 km río abajo) únicamente hasta esa posición. En ese punto el río discurría entre varias colinas excavadas por su cauce, aisladas entre sí por valles que el Tíber inundaba en sus crecidas, lo que convertía la zona en pantanosa, y por lo que la población de agricultores y ganaderos fue en su origen muy reducida.
Este punto estratégico presentaba una ubicación fácil de defender respecto a la amplia llanura fértil que rodeaba el lugar, protegido como estaba por el Palatino y las otras colinas que lo rodeaban y, además, era un cruce destacado en las rutas comerciales del Lacio central, y entre Etruria y Campania. Todos estos factores fueron los que a la larga contribuyeron al éxito y a la fortaleza de la ciudad.
El origen étnico de la ciudad hay que remontarlo a la fusión de las tribus latinas de la aldea del Germal (Roma quadrata) con los sabinos del Viminal y el Quirinal, creando así la Liga de Septimontium o Septimoncial (Liga de los siete montes), una confederación religiosa preurbana de clara influencia etrusca, el poder hegemónico de Italia en esta época. El nombre de la ciudad podría remontarse hasta la gens etrusca Ruma, si bien existen otras teorías al respecto.

### Problemática histórica de la monarquía romana
Las crónicas tradicionales de la historia romana, que han llegado hasta la actualidad a través de autores clásicos como Tito Livio, Plutarco, Virgilio, Dionisio de Halicarnaso y otros, cuentan que en los primeros siglos de la vida de Roma hubo una sucesión de siete reyes. La cronología tradicional, narrada por Varrón, arroja la cifra de 243 años de duración total para estos reinados, es decir, un promedio de treinta y cinco años por reinado (mucho mayor que el de cualquier dinastía documentada), aunque ha sido desestimada actualmente, desde los trabajos de Barthold Georg Niebuhr. Los galos, liderados por Breno, saquearon Roma tras su victoria en la batalla de Alia en el 390 a. C. (Polibio da la fecha del 387 a. C.), de forma que todos los registros históricos de la ciudad resultaron destruidos, incluyendo aquellos de las fases más antiguas, por lo que las fuentes posteriores han de tomarse con cautela.Las crónicas tradicionales analizan las evidencias arqueológicas de los inicios de Roma, que, no obstante, coinciden en señalar su poblamiento a mediados del siglo VIII a. C.
En algún momento desconocido de la etapa monárquica de su historia, Roma cayó bajo el control de los reyes etruscos. Los reinados de los primeros monarcas son bastante sospechosos, debido a la larga duración media de los mismos y al hecho añadido de que algunos parecen estar redondeados en torno a los cuarenta años de duración. Este curioso dato, que incluso destaca más comparado con los reinados de la actualidad en que la esperanza de vida es mayor, quedaba explicado en las tradiciones romanas debido a que la mayoría de los reyes habían sido cuñados de su predecesor. El arqueólogo Andrea Carandini es uno de los escasos académicos contemporáneos que acepta a Rómulo y Remo como personajes históricos, basado en el descubrimiento en 1988 de una antigua muralla en la ladera norte de la Colina Capitolina en Roma. Carandini fecha la estructura a mediados del siglo VIII a. C. y la denomina Murus Romuli.
El historiador alemán Theodor Mommsen incluso pone en duda el dominio etrusco. Según este, es poco probable que Roma estuviese nunca controlada por reyes etruscos, sino que en todo caso se trataría de alguna familia de origen etrusco que accedió a la realeza, pero sin que ello supusiera que Roma o las ciudades de la liga latina pasaran a formar parte del dominio etrusco. Esta hipótesis, cuya única base es la leyenda, resulta muy difícil de justificar según los datos de la filología y la arqueología.

## Características
Antes de su etapa republicana, Roma fue una monarquía gobernada por reyes (en latín, rex, pl. reges). Todos los reyes, excepto Rómulo (por haber sido el fundador de la ciudad), fueron elegidos por la gente de Roma para gobernar de forma vitalicia, y ninguno de ellos usó la fuerza militar para acceder al trono. Aunque no hay referencias sobre su línea hereditaria sobre los primeros cuatro reyes, a partir del quinto rey, Tarquinio Prisco, la línea de sucesión fluía a través de las mujeres de la realeza. En consecuencia, los historiadores antiguos afirman que el rey era elegido por sus virtudes y no por su ascendencia.
Los historiadores clásicos de Roma hacen difícil la determinación de los poderes del rey, ya que refieren que el monarca posee los mismos poderes de los cónsules. Algunos escritores modernos creen que el poder supremo de Roma residía en las manos del pueblo, y el rey solo era la cabeza ejecutiva del Senado romano, aunque otros creen que el rey poseía los poderes de soberanía y el Senado tenía correcciones menores sobre sus poderes.
Lo que se conoce con certeza es que solo el rey poseía el derecho de auspicium, la capacidad para interpretar los designios de los dioses en nombre de Roma como el jefe de augures, de forma que ningún negocio público podía realizarse sin la voluntad de los dioses, dada a conocer mediante los auspicios. El rey era por tanto reconocido por el pueblo como la cabeza de la religión nacional, el jefe ejecutivo religioso y el mediador ante los dioses, por lo cual era reverenciado con temor religioso. Tenía el poder de controlar el calendario romano, dirigir las ceremonias y designar a los cargos religiosos menores. Fue Rómulo quien instituyó el cuerpo de augures, siendo él mismo reconocido como el más destacado de entre todos ellos, de la misma forma que Numa Pompilio instituyó los pontífices, atribuyéndosele la creación del dogma religioso de Roma.
Más allá de su autoridad religiosa, el rey era investido con la autoridad militar y judicial suprema mediante el uso del imperium. El imperium del rey era vitalicio y siempre lo protegía de ser llevado a juicio por sus acciones. Al ser el único dueño del imperium de Roma en esta época, el rey poseía autoridad militar indiscutible como comandante en jefe de todas las legiones romanas. De la misma forma, las leyes que salvaguardaban a los ciudadanos de los abusos cometidos por los magistrados con imperium aún no existían durante la etapa monárquica.
El imperium del rey le otorgaba tanto poderes militares como la capacidad de emitir juicios legales en todos los casos, al ser el jefe judicial de Roma. Aunque podía designar pontífices para que actuasen como jueces menores en algunos casos, solo él tenía la autoridad suprema en todos los casos expuestos ante él, tanto civiles como criminales, tanto en tiempo de guerra como de paz. Un consejo asistía al rey durante todos los juicios, aunque sin poder efectivo para controlar las decisiones del monarca. Mientras algunos autores sostienen que no había apelación posible a las decisiones del rey, otros opinan que cualquier propuesta de apelación podía ser llevada ante el rey por un patricio, mediante la reunión de la Asamblea de la Curia.
Otro de los poderes del rey era la capacidad para designar o nombrar cargos u oficios, entre ellos el de tribunus celerum que ejercía tanto de tribuno de los Ramnes (romanos), como de comandante de la guardia personal del rey, un cargo equiparable al de prefecto del pretorio existente durante el Imperio romano. Este cargo era el segundo al mando tras el propio monarca, y poseía la potestad de convocar la Asamblea de la Curia y dictar leyes sobre ella. El tribunus celerum debía abandonar su mandato a la muerte del monarca.
Otro cargo designado por el rey era el prefecto urbano, que actuaba como el guardián de la ciudad. Cuando el rey se hallaba ausente de Roma, este cargo recibía todos los poderes y capacidades del rey, hasta el punto de acaparar el imperium mientras se hallase dentro de la ciudad. Otro privilegio exclusivo del rey era el de designar a los patricios para que actuasen como senadores en el Senado.
Bajo el gobierno de los reyes, el Senado y la Asamblea de la Curia tenían en verdad poco poder y autoridad. No eran instituciones independientes, en el sentido de que solo podían reunirse, y de forma conjunta, por orden del rey, y solo podían discutir los asuntos de estado que el rey había expuesto previamente. Mientras que la Asamblea curiada tenía al menos el poder de aprobar leyes cuando el rey así lo concedía, el Senado era el consejo de honor del rey y podía aconsejar al rey sobre sus actos, pero no imponerle sus opiniones. La única ocasión en que el rey debía contar expresamente con la aprobación del Senado era en caso de declarar la guerra a una nación extranjera.
Las insignias y honores de los reyes de Roma consistían en doce lictores portando las fasces que contenían hachas, el derecho a sentarse sobre la silla curul, la toga picta púrpura, calzado rojo, y diadema plateada sobre la cabeza. De todos estos distintivos, el más destacado era la toga púrpura.

### La elección del rey
Una vez que el rey fallecía, Roma entraba en un periodo de interregnum. El Senado podía congregar y designar un interrex durante un corto periodo (normalmente, menos de un año) para poder mantener los auspicia sagrados mientras el trono estuviera vacante; en vez de nombrar un solo interrex, el Senado nombraba varios que se sucedían en el tiempo, por lo general cinco días, hasta que se nombraba a un nuevo monarca. Cuando el interrex designaba a un candidato para ostentar la diadema real, presentaba al mismo ante el Senado, el cual examinaba al candidato y, si aprobaba su candidatura, esto era la creatio, el interregno debía congregar a la Asamblea curiada y servir como su presidente durante la elección del rey. Esta institución pasó a la primera etapa de la República, cuando la monarquía fue abolida con la expulsión de Tarquinio el Soberbio, y entraba en acción cuando los cónsules morían durante el ejercicio de su cargo antes de poder celebrar las elecciones consulares.
Una vez propuesto a la Asamblea curiada, el pueblo romano podía aceptar o rechazar al candidato. Si aceptaba, el rey electo aún no podía asumir el trono de forma inmediata, sino que debían sucederse otros dos pasos más antes de ser investido con la autoridad y el poder reales. En primer lugar, debía obtener la aquiescencia divina, siendo convocados los dioses mediante los auspicios, ya que el rey había de ser el sumo sacerdote de Roma. Esta ceremonia era dirigida por un augur, quien conducía al rey electo hasta la ciudadela, donde el augur sentaba al rey en un sitial de piedra, mientras el pueblo esperaba a sus pies. Si era encontrado digno para el reinado, el augur anunciaba que los dioses habían mostrado señales favorables, confirmando de esta forma el carácter sagrado del rey.
El segundo paso que debía llevarse a cabo era la concesión del imperium al nuevo rey. El anterior voto de la Asamblea curiada solo había determinado quién podía ser rey, y no era válido para otorgar los poderes precisos del rey sobre el candidato electo. Por tanto, el mismo rey proponía a la Asamblea curiada una ley (lex curiata de imperio) por la cual obtenía el imperium, que era concedido al monarca mediante el voto favorable de la misma. La razón para este doble voto de la Asamblea curiada no está muy clara. El imperium solo podía ser conferido a la persona que los dioses habían hallado favorable, siendo por tanto necesario determinar primero quién había de ser la persona que era capaz de obtener el imperium, y cuando los dioses se mostrasen favorables al candidato, habría de concedérsele el imperium mediante un voto especial.

## Reyes de Roma

### Rómulo (753-717)

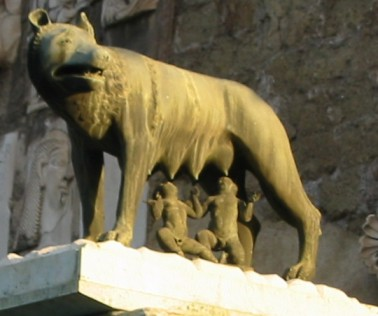
Rómulo y Remo bajo la Loba Capitolina

Rómulo no solo fue el primer rey romano, sino también su fundador, junto a su gemelo Remo. En el año 753 a. C., ambos comenzaron a construir la ciudad junto al Monte Palatino, cuando, según la leyenda, Rómulo mató a Remo por haber atravesado sacrílegamente el pomerium. Tras la fundación de la urbe, Rómulo invitó a criminales, esclavos huidos y exiliados para darles asilo en la nueva ciudad, llegando así a poblar cinco de las siete colinas de Roma. Para conseguir esposas a sus ciudadanos, Rómulo invitó a los sabinos a un festival, donde raptó a las mujeres sabinas y las llevó a Roma. Luego de la consiguiente guerra con los sabinos, Rómulo unió a los sabinos y a los romanos bajo el gobierno de una diarquía junto con el líder sabino Tito Tacio.
Rómulo dividió a la población de Roma entre hombres fuertes y aquellos no aptos para combatir. Los combatientes constituyeron las primeras legiones romanas, mientras que el resto se convirtieron en los plebeyos de Roma, y de todos ellos, Rómulo seleccionó a cien de los hombres de más alto linaje como senadores. Estos hombres fueron llamados Patres, y sus descendientes serían los patricios, la nobleza romana. Tras la unión entre romanos y sabinos, Rómulo agregó otros cien hombres al Senado.
También, bajo el reinado de Rómulo, se estableció la institución de los augures como parte de la religión romana, así como la Comitia Curiata. Rómulo dividió a la gente de Roma en tres tribus: romanos (ramnes), sabinos (titios) y el resto (luceres). Cada tribu elegía a diez coviriae (curias, comunidad de varones), aportando además cien caballeros y diez centurias de infantes cada una, conformando así la primera legión de trescientos jinetes y tres mil infantes. Ocasionalmente podía convocarse una segunda legión en caso de urgencia.
Después de treinta y siete años de reinado, Rómulo había librado numerosas guerras, extendiendo la influencia de Roma por todo el Lacio y otras áreas circundantes. Pronto sería recordado como el primer gran conquistador, así como uno de los hombres más devotos, de la historia de Roma. Tras su muerte a los cincuenta y cuatro años de edad, fue divinizado como el dios de la guerra Quirino, honrado no solo como uno de los tres dioses principales de Roma, sino también como la propia ciudad de Roma divinizada.

### Numa Pompilio (717-674)
Tras la muerte de Rómulo, el reinado de la ciudad recayó sobre el sabino Numa Pompilio. Si bien en un principio no deseaba aceptar la dignidad real, su padre lo convenció para que aceptara el cargo, para servir así a los dioses. Recordado por su sabiduría, su reinado estuvo marcado por la paz y la prosperidad.
Numa reformó el calendario romano, ajustándolo para el año solar y lunar, añadiendo además los meses de enero y febrero hasta completar los doce meses del nuevo calendario. Instituyó numerosos rituales religiosos romanos, como el de los salii, designando además un flamen maioris como sacerdote supremo de Quirino, el flamen Quirinalis. Organizó el territorio circundante de Roma en distritos, para una mejor administración, y repartió las tierras conquistadas por Rómulo entre los ciudadanos, a la vez que se le atribuye la primera organización de la ciudad en gremios u oficios.
Numa fue recordado como el más religioso de todos los reyes, por encima incluso del propio Rómulo. Bajo su reinado se erigieron templos a Vesta y Jano, se consagró un altar en el Capitolio al dios de las fronteras Terminus, y se organizaron los flamines, las vírgenes vestales de Roma y los pontífices, así como el Collegium Pontificum. La tradición cuenta que durante el gobierno de Numa un escudo de Júpiter cayó desde el cielo, con el destino de Roma escrito en él. El rey ordenó hacer once copias del mismo, que fueron reverenciadas como sagradas por los romanos.
Como hombre bondadoso y amante de la paz, Numa sembró ideas de piedad y de justicia en la mentalidad romana. Durante su reinado, las puertas del templo de Jano estuvieron siempre cerradas, como muestra de que no había emprendido ninguna guerra a lo largo de su mandato. Tras cuarenta y tres años de reinado, la muerte de Numa ocurrió de forma pacífica y natural.

### Tulio Hostilio (670-638)
Hijo de Hersilia (que llegó a ser esposa de Rómulo) y Hostio Hostilio, Tulo Hostilio fue muy parecido a Rómulo en cuanto a su carácter guerrero, y completamente opuesto a Numa debido a su falta de atención hacia los dioses. Tulo fomentó varias guerras contra Alba Longa, Fidenas y Veyes, de forma que Roma obtuvo así nuevos territorios y mayor poder. Fue durante el reinado de Tulo cuando Alba Longa fue completamente destruida, siendo toda su población esclavizada y enviada a Roma. De esta forma, Roma se impuso a su ciudad materna como el poder hegemónico del Lacio.
Tanto deseaba Tulo nuevas guerras que incluso fomentó otro conflicto contra los sabinos, de forma que puede decirse que fue durante su reinado cuando el pueblo romano adquirió los deseos de nuevas conquistas a costa de la paz. El rey sostuvo tantas guerras que descuidó la atención a las divinidades, por lo cual, según sostiene la leyenda, una plaga se abatió sobre Roma, hallándose el propio rey entre los afectados. Cuando Tulo solicitó la ayuda de Júpiter, el dios respondió con un rayo que redujo a cenizas tanto al monarca como a su residencia.
A pesar de su naturaleza beligerante, Tulo Hostilio seleccionó a un tercer grupo de individuos que llegaron a pertenecer a la clase patricial de Roma, elegidos de entre todos aquellos que habían llegado a Roma buscando asilo y una nueva vida. También erigió un nuevo edificio para albergar al Senado, la Curia, que existió durante cinco siglos tras la muerte del rey, cuyo reinado llegó a su fin tras treinta y dos años de duración.

### Anco Marcio (641-616)

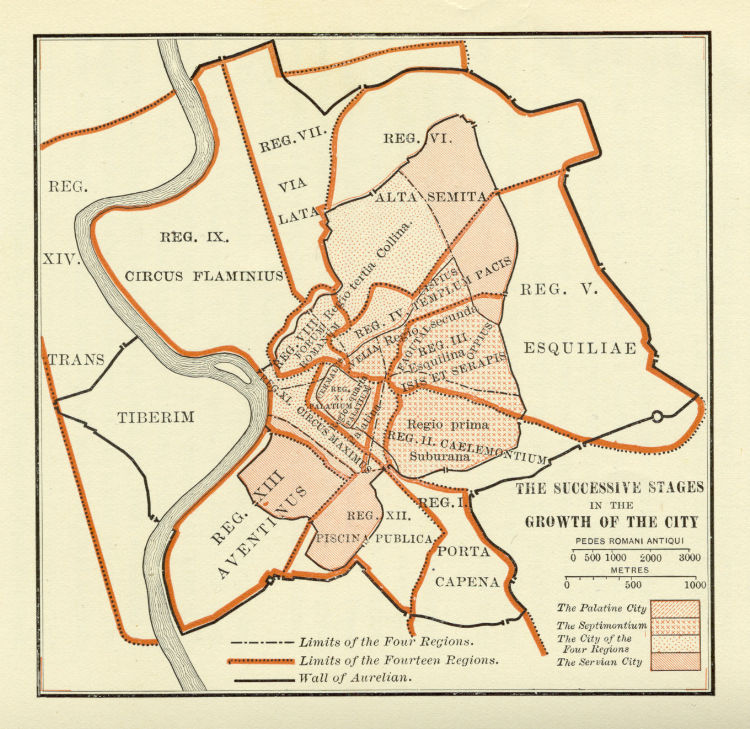
Crecimiento de la antigua Roma

Tras la misteriosa muerte de Tulo, los romanos eligieron al sabino Anco Marcio, un personaje pacífico y religioso, para que los gobernase como nuevo rey. Era nieto de Numa Pompilio y, como su abuelo, apenas extendió los límites de Roma, luchando tan solo en defensa de los territorios romanos cuando fue preciso. Fue quien construyó la primera prisión romana en la colina del Capitolio.
Durante su reinado se fortificó el Janículo, en la ribera occidental del Tíber, para así brindar mayor protección a la ciudad por ese flanco, construyéndose asimismo el primer puente sobre el río. Otras de las obras del rey fue la construcción del puerto romano de Ostia en la costa del Tirreno, así como las primeras factorías de salazón, aprovechando la ruta tradicional del comercio de sal (la Vía Salaria) que abastecía a los ganaderos sabinos. El tamaño de la ciudad se incrementó gracias a la diplomacia ejercida por Anco, que permitió la unión pacífica de varias aldeas menores en alianza con Roma. Gracias a este método, consiguió el control de los latinos, realojándolos en el Aventino, y consolidando así la clase plebeya de Roma.
Tras veinticuatro años de reinado murió posiblemente de muerte natural, como su abuelo antes que él, siendo recordado como uno de los grandes pontífices de Roma. Fue el último de los reyes latino-sabinos de Roma.

### Tarquinio Prisco (616-578)
Tarquinio Prisco fue el quinto rey de Roma, y el primero de origen etrusco, presumiblemente de ascendencia corintia. Tras emigrar a Roma, obtuvo el favor de Anco, quien lo adoptó como su hijo. Al ascender al trono, libró varias guerras victoriosas contra sabinos y etruscos, doblando así el tamaño de Roma y obteniendo grandes tesoros para la ciudad.
Una de sus primeras reformas fue añadir cien nuevos miembros al Senado procedentes de las tribus etruscas conquistadas, por lo que el número de senadores ascendió a un total de trescientos. También amplió el ejército, duplicando el número de efectivos hasta seis mil infantes y seiscientos jinetes. Utilizó el gran botín obtenido en sus campañas militares para construir grandes monumentos en Roma. Entre estas obras destaca el gran sistema de alcantarillado de la ciudad, la Cloaca Máxima, cuyo fin fue drenar las aguas de un pequeño arroyo del Tíber que solían estancarse en los valles situados entre las colinas de Roma. En el lugar de las antiguas marismas, Prisco inició la construcción del Foro Romano. Otra de las innovaciones del rey fue la creación de los Juegos Romanos.
El más célebre de sus proyectos de construcción fue el Circo Máximo, un gran estadio que albergaba carreras de caballos, que es hasta la fecha el mayor de todos los erigidos en el mundo. Prisco continuó el Circo Máximo con la construcción de un templo-fortaleza sobre la colina del Capitolio, consagrado al dios Júpiter. Desgraciadamente, fue asesinado tras 38 años de reinado por los hijos de su predecesor, Anco Marcio, antes incluso de que el templo estuviera acabado. Su reinado es recordado además por haber introducido los símbolos militares romanos y los cargos civiles, así como por la celebración del primer triunfo.

### Servio Tulio (578-534)

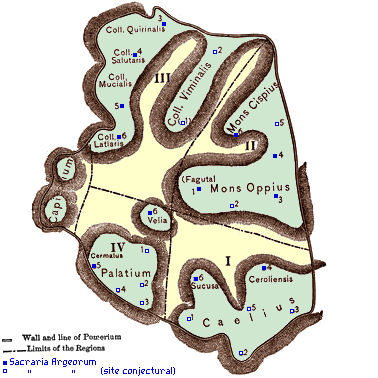
Las cuatro regiones de Roma establecidas por Servio Tulio

Tras la muerte de Prisco, su yerno Servio Tulio le sucedió en el trono, siendo el segundo rey de origen etrusco que gobernaba Roma. Como su suegro anteriormente, Servio libró varias guerras victoriosas contra los etruscos. Utilizó el botín obtenido en sus campañas para erigir las primeras murallas que cercaran las siete colinas romanas sobre el pomerium, las llamadas murallas servianas. También realizó cambios en la organización del ejército romano.
Alcanzó renombre por desarrollar una nueva constitución para los romanos, con mayor atención a las clases ciudadanas. Instituyó el primer censo de la historia, dividiendo a las gentes de Roma en cinco clases económicas, creando además la Asamblea centuriada. Utilizó asimismo el censo para dividir la ciudad en cuatro tribus urbanas, basadas en su ubicación espacial dentro de la ciudad, estableciendo la Asamblea tribal. Su reinado también destacó por la edificación del templo de Diana en la colina del Aventino.
Las reformas de Servio supusieron un gran cambio en la vida romana: el derecho a voto fue establecido con base en la riqueza económica, por lo cual gran parte del poder político quedó reservado a las élites romanas. Sin embargo, con el tiempo Servio favoreció gradualmente a las clases más desfavorecidas, para obtener de esta forma un mayor apoyo de entre los plebeyos, por lo cual su legislación puede definirse como insatisfactoria para la clase patricial. El largo reinado de 44 años de Servio Tulio finalizó con su asesinato en una conspiración urdida por su propia hija Tulia y su marido Tarquinio, su sucesor en el trono.

### Tarquinio el Soberbio (534-509)
El séptimo y último rey de Roma fue Tarquinio el Soberbio. Hijo de Prisco y yerno de Servio, Tarquinio también era de origen etrusco. Tarquinio usó la violencia, el asesinato y el terror para mantener el control sobre Roma como ningún rey anterior los había utilizado, derogando incluso muchas reformas constitucionales que habían establecido sus predecesores. Su mejor obra para Roma fue la finalización del templo a Júpiter, iniciado por su padre Prisco.
Tarquinio abolió y destruyó todos los santuarios y altares sabinos de la Roca Tarpeya, enfureciendo de esta forma al pueblo romano. El punto crucial de su tiránico reinado sucedió cuando permitió la violación de Lucrecia, una patricia romana, por parte de su propio hijo Sexto. Un pariente de Lucrecia y sobrino del rey, Lucio Junio Bruto (antepasado de Marco Junio Bruto), convocó al Senado, que decidió la expulsión de Tarquinio en el año 510 a. C.}. Tarquinio pudo haber recibido entonces la ayuda de Lars Porsena, quien no obstante ocupó Roma para su propio beneficio. Tarquinio huyó entonces a la ciudad de Túsculo y posteriormente a Cumas, donde moriría en el año 495 a. C. Esta expulsión supuso el fin de la influencia etrusca tanto en Roma como en el Lacio, y el establecimiento de una constitución republicana.
Tras la expulsión de Tarquinio, que había reinado veinticinco años, el Senado decidió abolir la monarquía, convirtiendo a Roma en una república en el año 509 a. C.. Lucio Junio Bruto y Lucio Tarquinio Colatino, sobrino de Tarquinio y viudo de Lucrecia, se convirtieron en los primeros cónsules del nuevo gobierno de Roma, el que a la larga lograría la conquista de casi todo el mundo mediterráneo, y que perduró durante casi quinientos años hasta la ascensión de Julio César y César Augusto.

## Ejército
Cada curia aportaba cien soldados de infantería, que conformaban la centuria, y diez soldados de caballería, que se convertirían en la decuria. El ejército estuvo compuesto, pues, de tres mil infantes, llamados pedites, y trescientos jinetes, llamados équites.
Más tarde, con la reforma de Servio Tulio, llevaron a los romanos a crear una estructura militar con gran influencia griega, que aceptaron a mediados del siglo VI a. C. Aparte de este gran cambio dentro del ejército romano, el rey reorganizó el ejército tomando como base el patrimonio económico de cada ciudadano. De esta forma los calificó de cinco maneras, dando así la oportunidad para que todos los hombres pudieran alistarse en el ejército, ya fuesen patricios o plebeyos, quedando exentos aquellos que no pudieran costearse el equipo militar.
Servio Tulio dividió la sociedad romana en cinco divisiones diferentes, cada una de ellas relacionadas con el ejército o la capacidad económica del individuo.
1. La primera clase estaba compuesta por ciudadanos con una renta de cien mil ases y veinte yugadas de tierra (equivalentes a 54 000 m²).[35] Esta primera clase se componía de ochenta centurias.[35] A su vez, estas se dividieron en cuarenta centurias compuestas por los más jóvenes, destinados a la guerra en el exterior, y otras cuarenta compuestas por los más viejos, destinados a la defensa de la ciudad. Se les exigía como equipamiento militar casco, armadura, lanza, escudo redondo y espada, todos de bronce.[38]
2. La segunda clase estaba compuesta por aquellos con una renta de más de 75 000 ases y quince yugadas de tierra (equivalentes a 40 500 m²).[35] Se componía de veinte centurias, además de dos centurias de artesanos que formaban un cuerpo de ingeniería. Como equipamiento militar, no llevaban coraza y el escudo era alargado; el resto era igual al anterior. Mantenían la misma división de jóvenes y viejos.[38]
3. La tercera clase estaba formada por aquellos con una renta de más de cincuenta mil ases y diez yugadas de tierra (equivalentes a 27 000 m²).[35] Estaban inscritas veinte centurias. El equipamiento militar era exactamente igual al anterior, pero se suprimían las glebas, por lo que quedaban sin protección en el cuerpo y las piernas.[38]
4. En la cuarta clase estaban aquellos con una renta entre veinticinco mil y cincuenta mil ases y con más de cinco yugadas de tierra (equivalentes a 13 500 m²).[35] Tenían el mismo número de centurias que la clase anterior. El equipamiento militar exigido era solo la lanza y el venablo.[38]
5. La última clase estaba compuesta por treinta centurias con una renta de entre once mil ases y dos yugadas de tierra (equivalentes a 5400 m²).[35] Una de las centurias estaba compuesta por los proletarii o capitecensi, quienes no reunían un capital mínimo y, por tanto, quedaban sin participación. Solo podían ofrecer a sus hijos como reservas para cubrir las bajas. El equipamiento militar de esta clase consistía solo en hondas y armas arrojadizas.[38]

## Economía

### La agricultura y la ganadería
La economía romana se sustentaba en la agricultura y la ganadería, por toda la ciudad habían pequeñas comunidades agrícolas, normalmente compuestas por esclavos y campesinos, pero conforme pasaba el tiempo, los romanos introdujeron el arado, molinos más eficaces, como el de grano, la prensa de aceite, técnicas de regadío y el uso de abono. Mientras, la ganadería era privada, y su uso no era tan extendido como la agricultura, aunque más tarde la agricultura empezó a ser privada, dejando las tierras cultivadas a merced de diversas familias aristocráticas.

### El comercio
A pesar de la sencillez de la economía romana por aquellos años, poco a poco se incentivó el comercio, que creció conforme se expandía la monarquía, los romanos empezaron a comerciar con los griegos y con los etruscos, consiguiendo que los comerciantes romanos se expandieran hacia el mar Tirreno.

### La moneda
Las monedas romanas se produjeron por primera vez a finales del siglo IV a. C. en Italia, expandiendo su uso con el florecimiento del comercio. A pesar de que el trueque fuese mucho más importante que la moneda, desde los orígenes del reino se implantó el as como la moneda de todos los pueblo itálicos, convirtiéndose en la moneda oficial del reino.

## Cargos públicos tras la monarquía
Para sustituir el liderazgo de los reyes, se creó expresamente un nuevo cargo con el título de pretor (praetor, con el significado de «líder»), que en el año 305 a. C. fue cambiado a cónsul. Inicialmente, el cónsul poseía todos los poderes que antaño pertenecían al rey, compartidos con otro colega consular. Sus mandatos eran anuales, y cada cónsul podía vetar las actuaciones o decisiones de su colega.
Posteriormente, los poderes de los cónsules fueron divididos, añadiendo nuevas magistraturas que acapararon distintos poderes menores de los originales del rey. Las primeras de ellas fueron las de pretor, que reunía las potestades judiciales de los cónsules, y la de censor, que poseía el poder de controlar el censo.
Nueve años después de la expulsión de Tarquinio el Soberbio, los romanos crearon la magistratura de dictador, al cual se le otorgaba la autoridad completa sobre todos los asuntos romanos, tanto civiles como militares, no existiendo apelación alguna ante sus decisiones. Este poder era tan absoluto que los romanos solo se atrevían a designar un dictador en tiempos de extrema urgencia, y siendo su mandato de tan solo seis meses de duración.
Los poderes religiosos del rey fueron transferidos a dos nuevos cargos, el rex sacrorum y el pontifex maximus. El primero era el más alto cargo religioso de iure de la República, siendo su única tarea la de oficiar el sacrificio anual a Júpiter, un privilegio anteriormente reservado a la figura del monarca. Sin embargo, el pontifex maximus (o «máximo responsable del puente sobre el río Tíber») era el cargo religioso más importante de facto, y quien poseía la mayor parte de la autoridad religiosa del rey. Tenía el poder de convocar a todas las vírgenes vestales, flamines, pontífices e incluso al rex sacrorum. Este último cargo desaparecería finalmente a principios del siglo I a. C., recayendo sus escasas competencias en la figura del pontifex maximus.

## La vuelta al sistema monárquico
Con la ascensión al poder de Julio César y su hijo adoptivo César Augusto se asiste a la paulatina restauración del poder real. Julio César fue elegido pontifex maximus y dictador vitalicio, lo que en la práctica le confería mayores poderes que los antiguos reyes. También usaba calzado rojo, y Marco Antonio llegó a ofrecerle una diadema públicamente, aunque la rechazó con vehemencia.
Julio César fue asesinado en los idus de marzo del 44 a. C. Durante el periodo entre el 28 y el 12 a. C., Augusto obtuvo los poderes tribunicios, junto a los cargos de pontifex maximus y princeps senatus, convirtiéndose en un monarca de facto. Este fue el inicio del Principado, aunque las instituciones de la República continuaron existiendo como tales hasta el Dominado. Incluso en la era bizantina, el emperador compartía el título de cónsul con otro cónsul.